# Rozgrywki ligowe
Rozgrywki ligowe (system ligowy) – regularny cykl meczów w dyscyplinach drużynowych, prowadzony według modelu dwurundowego („jesień-wiosna” lub „wiosna-jesień”) „każdy z każdym – mecz i rewanż”, w celu wyłonienia najlepszej drużyny w kraju, regionie itd.
Organizacją i prowadzeniem rozgrywek ligowych zajmuje się specjalnie ku temu utworzony podmiot, działający w formie spółki akcyjnej (wówczas „Liga” jest autonomiczna i niezależna od federacji, która jednak jest jej udziałowcem), bądź też federacja sportowa danej dyscypliny sportu. W ogólniejszym znaczeniu terminem „liga” określa się często każdą zorganizowaną rywalizację z udziałem więcej niż dwóch uczestników – np. liga fryzjerska, szkolna liga czytelnicza itd.

## Ogólne zasady rozgrywek
Rozgrywki ligowe organizuje się regularnie – zazwyczaj raz do roku – a pełny cykl rozgrywkowy nazywa się sezonem. Zespoły uczestniczące w rozgrywkach spotykają się według określonego terminarza, z reguły zawsze w te same dni tygodnia – jedna seria meczów nazywana jest kolejką. Na podstawie wyników meczów tworzona jest tabela – ranking drużyn uczestniczących w rozgrywkach, uszeregowanych według ilości zwycięskich meczów lub zdobytych punktów. Mistrzem z reguły zostaje drużyna, która po rozegraniu wszystkich zaplanowanych kolejek znajduje się na pierwszym miejscu tabeli. W niektórych systemach rozgrywek rozgrywa się dodatkowo mecze finałowe z udziałem zespołów z czołówki tabeli, które decydują o mistrzostwie.
W przypadku większej liczby drużyn uczestniczących w rozgrywkach ligowych na danym obszarze (najczęściej kraju) zachodzi konieczność ich zhierarchizowania, czyli podzielenia na poszczególne poziomy ligowe (szczeble ligowe), nazywane potocznie „ligami”, bądź „klasami rozgrywkowymi”. Przynależność drużyny do określonej ligi, bądź klasy wynika zazwyczaj z poziomu sportowego prezentowanego w poprzednim sezonie lub – rzadziej – od warunków finansowych, infrastruktury i innych czynników. W niemal wszystkich systemach ligowych obowiązuje zasada spadków i awansów, czyli cosezonowa aktualizacja składów klas rozgrywkowych, poprzez zastąpienie najsłabszych drużyn danej klasy najlepszymi drużynami klasy niższej. Liczba drużyn degradowanych i awansujących ustalana jest przed rozpoczęciem sezonu. W wielu systemach ligowych drużyny plasujące się w tabeli na zakończenie sezonu bezpośrednio przed drużynami zdegradowanymi rozgrywają dodatkowe mecze barażowe z drużynami, które uplasowały się bezpośrednio za drużynami awansującymi w niższej lidze. Zwycięzcy meczów barażowych zostają przydzieleni do ligi wyższej, przegrani do ligi niższej.
Terminarze rozgrywek ustala się zazwyczaj zgodnie z systemem kołowym, czyli w ciągu sezonu każda z drużyn spotyka się z każdą inną, występującą na tym samym szczeblu ligowym w formie dwumeczu, tj. jedno spotkanie u siebie (w domu) oraz jedno u przeciwnika (na wyjeździe). Spotyka się także rozgrywki systemem pucharowym lub systemem stanowiącym połączenie obu systemów (pucharowe mecze finałowe poprzedzone fazą grupową).
Na przestrzeni lat specyficzny system rozgrywek ligowych został stworzony w krajach Ameryki Południowej i Ameryki Środkowej, gdzie jeden sezon składa się z dwóch niezależnych od siebie części (podsezonów) – zobacz: Apertura i Clausura.

## Przykładowe rozgrywki ligowe w Polsce
| Dyscyplina               | Liczba klas rozgrywkowych | Liczba drużyn | Główny organ prowadzący               |
| ------------------------ | ------------------------- | ------------- | ------------------------------------- |
| Piłka nożna mężczyzn     | 7–10                      | ok. 5600      | Ekstraklasa SA                        |
| Piłka nożna kobiet       | 3                         | ok. 60        | Polski Związek Piłki Nożnej           |
| Sport żużlowy            | 3                         | 21+3          | Polski Związek Motorowy               |
| Koszykówka mężczyzn      | 4–5                       |               | Polski Związek Koszykówki             |
| Koszykówka kobiet        | 3                         |               | Polski Związek Koszykówki             |
| Futbol amerykański       | 4                         | 38            | Polski Związek Futbolu Amerykańskiego |
| Siatkówka mężczyzn       | 4–5                       |               | Polski Związek Piłki Siatkowej        |
| Siatkówka kobiet         | 4                         |               | Polski Związek Piłki Siatkowej        |
| Futsal                   | 3–4                       | ok. 60        | Wydział Futsalu PZPN                  |
| Piłka nożna plażowa      | 2                         | ok. 20        | PZPN                                  |
| Boks mężczyzn            |                           |               | Polski Związek Bokserski              |
| Hokej na lodzie mężczyzn | 3                         | ok. 30        | Polski Związek Hokeja na Lodzie       |
| Hokej na trawie mężczyzn | 2                         | 16            | Polski Związek Hokeja na Trawie       |
| Hokej na trawie kobiet   | 1                         | 6             | Polski Związek Hokeja na Trawie       |
| Rugby union              | 2                         | 18            | Polski Związek Rugby                  |
| Tenis stołowy mężczyzn   | 7                         |               | Polski Związek Tenisa Stołowego       |
| Tenis stołowy kobiet     | 4                         |               | Polski Związek Tenisa Stołowego       |
| Piłka ręczna mężczyzn    | 5                         | 56            | Związek Piłki Ręcznej w Polsce        |
| Piłka ręczna kobiet      | 3                         | 45            | Związek Piłki Ręcznej w Polsce        |
| Brydż sportowy           | 5                         | 627           | Polski Związek Brydża Sportowego      |
| Piłka wodna              | 1                         | 6             | Polski Związek Pływacki               |

## Przykładowe ligi zagraniczne i międzynarodowe

### Piłka nożna
- międzynarodowe: Liga Mistrzów UEFA, Afrykańska Liga Mistrzów, Copa Libertadores
- Albania: Kategoria Superiore
- Andora: Primera Divisió
- Anglia: Premier League
- Argentyna: Primera División
- Bułgaria: Pyrwa profesionalna futbolna liga
- Chorwacja: Prva hrvatska nogometna liga
- Czechy: 1. česká fotbalová liga
- Turcja: Turecka Superliga Piłkarska
- Rosja: Priemjer-Liga, Rosyjska Pierwsza Dywizja
- USA: Major League Soccer
- Ukraina: Premier-liha
- Kolumbia: Dimayor, Categoría Primera B
- Korea Południowa: K-League
- Niemcy: Bundesliga
- Hiszpania: Primera División
- Holandia: Eredivisie
- Włochy: Serie A

### Koszykówka
| Państwo           | Męska, 1. poziom           | Męska, 2. poziom          | Męska, 3. poziom                | Damska                        |
| ----------------- | -------------------------- | ------------------------- | ------------------------------- | ----------------------------- |
| Hiszpania         | Liga ACB                   | LEB Oro League            |                                 |                               |
| Polska            | Polska Liga Koszykówki     | I liga                    | II liga                         | Polska Liga Koszykówki Kobiet |
| Stany Zjednoczone | NBA NBA Development League |                           |                                 | WNBA                          |
| Turcja            | Beko Basketbol Ligi        | Türkiye Basketbol 2. Ligi | Türkiye Bölgesel Basketbol Ligi |                               |
| Wielka Brytania   | British Basketball League  |                           |                                 |                               |
| Włochy            | Lega Basket A              | LegADue                   |                                 |                               |

- międzynarodowe: Euroliga, Euroliga kobiet, FIBA EuroCup

### Siatkówka
- międzynarodowe: Liga Światowa w piłce siatkowej, Liga Mistrzów siatkarzy
- Polska: Polska Liga Siatkówki, Liga Siatkówki Kobiet